# Дзело Суригоне
Дзѐло Суриго̀не (на италиански: Zelo Surrigone, на западноломбардски: Zèl, Дзел) е село в Северна Италия, община Вермецо кон Дзело, провинция Милано, регион Ломбардия. Разположено е на 113 m надморска височина.